# Ceuthostoma
Ceuthostoma, biljni rod iz porodice presličnjakovki kojemu pripadaju dvije priznate vrste drveća, jedna s Filipina (C. palawanense) i druga s Bornea i Nove Gvineje (C. terminale).
Rod je 1986 opisao L.A.S. Johnson

## Vrste
1. Ceuthostoma palawanense L.A.S.Johnson
2. Ceuthostoma terminale L.A.S.Johnson